# Antoine-Joseph Garrigues
 (avril 2025).
Si vous disposez d'ouvrages ou d'articles de référence ou si vous connaissez des sites web de qualité traitant du thème abordé ici, merci de compléter l'article en donnant les références utiles à sa vérifiabilité et en les liant à la section « Notes et références ».
Antoine-Joseph Garrigues, dit Garrigues de Froment, né en 1702 à Sauveterre, dans la province du Rouergue (Aveyron), décédé en 1766 à Paris, était un homme d'église (abbé), écrivain et polémiste

## Biographie
Issu d'une famille de notables rouergats, Antoine-Joseph Garrigues de Froment est destiné à la prêtrise. Après des études au séminaire de Toulouse, il est ordonné prêtre en 1725. Titulaire de la chaire de Saint Simon en 1732, il n'y reste que quelques mois avant de rejoindre la capitale.
À Paris, il se fait assez rapidement connaître par ses talents de polémiste. Lecteur compulsif, il est doté d'une plume acérée, et publie de nombreux écrits où il remet en cause notamment les théories dérivées du jansénisme, sur la morale et l'oubli. Avec les rédacteurs du Journal encyclopédique, à partir de 1736, il entame une longue polémique qui enflamme les salons parisiens, dont celui de Madame du Deffand. Raillé dans les cercles conservateurs, il entreprend la rédaction de nombreux libelles sous le nom de "abbé de Froment". Interpellé par les autorités policières, il sera plusieurs fois incarcéré. Privé de la liberté de s'exprimer, exposé aux brimades, il retourne dans son Rouergue natal avant de quitter la France pour l'Allemagne. Reçu dans de nombreuses cours princières (les philosophes français sont à la mode), ses déplacements fréquents font naître le soupçon d'espionnage. Ce fait largement répandu dans les gazettes n'est pas avéré, il rentre en France en 1748 sans être inquiété ni bénéficier d'une position privilégiée. Protégé de la duchesse de Luynes, il entre dans la période la plus productive de sa vie, où il va rédiger ses œuvres les plus marquantes. À l'écart des mondanités, vivant de façon ascétique, il construit méthodiquement un édifice intellectuel brillant, mais trop vite dépassé par l'inventivité des Lumières. Garrigues de Froment meurt en 1776, à Saint Germain l'Auxerrois.
Esprit visionnaire, son éclectisme en fait un des précurseurs de l'encyclopédisme. Il refusera cependant de participer à la rédaction de l'Encyclopédie, fâché avec quelques-uns de ses rédacteurs. Diderot lui rendra cependant hommage dans plusieurs passages de sa Correspondance littéraire. Son regard de critique d'art sur la peinture du XVIIIe siècle reste un sujet d'études dans les universités anglophones.

## Œuvres
- Considérations sur l'éducation civile, ed. Pissot, Paris, 1739.
- Thomas Salmon, Abrégé chronologique de l'Histoire d'Angleterre, contenant les événemens qui y sont relatifs, depuis l'invasion des Romains jusqu'à la quinzième année de George II, Paris, 1751, 2 vol. in-8, (traduit de l'anglais par Garrigues)
- Sentiments d'un amateur sur l'exposition des Tableaux du Louvre, 1753, in-12.
- Mémoire sur les moyens de faciliter les recrues, Lyon, 1755.
- Journal militaire et politique, 1758, 3 vol. in-8.
- Eloge historique du Journal encyclopédique et de Pierre Rousseau, son imprimeur, Paris (Liège), 1760, in-8.
- Méditations à propos de mon existence depuis ma naissance et sur mes voyages, Paris, 1764, 2 vol., in-8.
- Tableau des règlements et usages anciens, 204p., 1771